# Шантаж (фильм, 1929)
«Шантаж» (англ. Blackmail) — кинофильм режиссёра Альфреда Хичкока, вышедший на экраны в 1929 году. «Шантаж» был одним из первых английских звуковых фильмов. Первоначально это был немой фильм, однако к концу работы над ним появилась техника звукового кино, и Хичкок переснял ряд сцен, чтобы сделать ленту почти полностью звуковой.

## Сюжет
Детектив Фрэнк Уэббер (Лонгден) идёт со своей подругой Элис (Ондра) в кафе. Там они ссорятся, и Элис уходит с художником (Ритчард), c которым она договорилась встретиться ранее. Художник уговаривает её зайти к нему, показывает свою мастерскую, играет на рояле и поёт, Элис флиртует с ним. Художник даёт Элис померить платье и пристаёт к ней, когда она снимает одежду. Отбиваясь, Элис хватает оказавшийся под рукой кухонный нож и убивает художника в его же постели. Затем она пытается скрыть следы своего присутствия и бежит из квартиры.
На следующее утро Фрэнк, которому поручают расследование убийства, находит на месте преступления одну из перчаток Элис. Он пытается выяснить у Элис, что произошло, показывая ей перчатку, но оказывается, что местный воришка Трэйси нашёл другую перчатку и видел, что Элис была у художника, теперь он пытается шантажировать их. Ситуация изменяется, когда хозяйка дома, в котором жил художник, заявляет, что видела Трэйси на месте преступления. Фрэнк говорит Трэйси, что его ищет полиция. Трэйси бежит, полицейские преследуют его, Трэйси пытается рассказать, кто убийца, но погибает, упав с большой высоты.
Элис не в силах продолжать скрывать свою тайну и идёт в полицию признаться в убийстве художника. Она пытается поговорить с главным инспектором Скотланд-Ярда, но не может решиться. Фрэнк прерывает её и уводит из офиса. Элис признаётся во всём ему, ничего не сказав полиции, которая считает убийцей Трэйси.

## В ролях
- Анни Ондра — Элис Уайт
- Джон Лонгден — детектив Фрэнк Уэббер
- Сирил Ритчард — художник
- Доналд Калтроп — Трэйси, шантажист
- Сара Оллгуд — миссис Уайт
- Чарльз Пейтон — мистер Уайт
- Ханна Джонс — хозяйка
- Харви Брабан — главный инспектор Скотланд-Ярда

## Критика
Жорж Садуль, отмечал, что в этой картине Хичкока отражено особое пристрастие постановщика к «хорошо сделанному детективному сюжету», так и к новаторству в области операторского искусства и монтажа, в чём  французский историк кино усматривал влияние новейших технических достижений европейских режиссёров. 

## Интересные факты
- Актриса Анни Ондра говорила с акцентом, поэтому другая актриса озвучивала её роль. Это создавало определенные проблемы, поскольку техника дубляжа в то время ещё не была известна.
- Хичкок использовал звук, чтобы усилить напряженность повествования. Например, в одной из сцен, когда Элис думает об убийстве, находящаяся рядом женщина также говорит о случившемся, постоянно упоминая нож. Постепенно слово «нож» становится единственным, что слышит Элис.
- Для создания сцен преследования преступника в Британском музее использовался так называемый метод Шюфтана.

## Релиз на видео
Отреставрированная версия фильма выпущена на DVD. В России выпускался на DVD изданиями «Светла» и «CP-Digital».